# Masterpiece Commemorative Edition
Masterpiece Commemorative Edition är ett samlingsalbum fån 2007.

## Låtlista
1. Oh Oh, ¿Porqué Te Están Velando?
2. Dame Lo Que Quiero (Ny version)
3. Llorarás
4. Te Vas (Remix)
5. Me Matas (Remix) (feat. Daddy Yankee)
6. Yo Te Motivé Mejor Que El
7. Cruz y Maldició (feat. Nicky Jam)
8. Dime (feat. Pitbull)
9. Down (Remix) (feat. Héctor Delgado)
10. Igual Que Ayer (Ny version)
11. Hoy Te Vi
12. Amigo (Ny version)
13. Hey Chula (feat. Carlitos Way)
14. Sueltate (Baby Funk Waxsound Mix)
15. Down (Popversion)